# Izola
Izola (IPA: [ˈiːzɔla], olaszul Isola d'Istria IPA: [ˈiːzola ˈdistrja]) város és község (a magyar járáshoz hasonlóan több települést összefogó, de attól eltérően nem középfokú, hanem alapfokú közigazgatási egység) Szlovéniában, nyaralóhely és kikötő az Adria partján, az Isztriai-félszigeten.

## A község települései
Baredi, Cetore, Dobrava, Izola, Jagodje/Valleggia, Korte, Malija, Nožed és Šared.

## Fekvése
Trieszttől 16 km-re délnyugatra helyezkedik el.

## Története
A város egy néhai szigeten (erről árulkodik az olasz neve) fekszik, és az 1. században alapították. A középkorban egy kőhíd kötötte össze a szárazfölddel. 1253-ban szerzett városi jogait elvitatták a szomszédos Piran és Koper városok, ami miatt több mint százéves ellenségeskedés kezdődött közöttük. Gazdasági hanyatlásának okai a pestisjárványokban, és  Trieszt felvirágzásában keresendők.
A következő mérföldkő Izola történetében az volt, amikor I. Napóleon bevonuló hadai – a lerombolt várfalakat a tengerbe dobálva – félszigetesítették a várost.
1918-ban újabb impériumváltást élt át a város. Az  osztrákokat az olaszok váltották a sorban. E forgatókönyv szerint játszódott le a következő uralomváltás is 1945-ben, azzal a különbséggel, hogy most az olaszok lettek a szenvedő felek, Jugoszlávia ellenében. 1991 óta a sziget a független Szlovénia része.
Fő bevételi forrásai a turizmus és a halfeldolgozás (Delamaris).